# كتابة نقشية بهلوية
الكتابة النقشية البهلوية (بالفارسية: پهلوی کتیبه‌ای) (بالإنجليزية: Inscriptional Pahlavi)‏ تشير إلى أقدم نظام كتابة كان مُستخدمًا لكتابة اللغة الفارسية الوسطى المعروفة بالبهلوية. الكتابة البهلوية هي كتابة أبجدية، أي أن أصوات المد لا تُكتب بها، وتُكتب من اليمين إلى اليسار، وحروفها مشتقة من الأبجدية الآرامية.

## الحروف
تستعمل الكتابة النقشية البهلوية تسعة عشر حرفًا غير متصلة ببعضها:
| الاسم [A]     | صورة | نص | IPA                              |
| ------------- | ---- | -- | -------------------------------- |
| أَلِف           |      | 𐭠  | / a /، / aː /                    |
| بێث           |      | 𐭡  | / b / ، / w /                    |
| گیمێل         |      | 𐭢  | / ɡ / ، / j /                    |
| دالێث         |      | 𐭣  | /d/, /j/                         |
| هيه           |      | 𐭤  | /h/                              |
| واو-عايين-رێش |      | 𐭥  | / w / ، / ʕ / ، / r /            |
| زايين         |      | 𐭦  | / z /                            |
| هێث           |      | 𐭧  | / h / ، / x /                    |
| طێث           |      | 𐭨  | / tˤ /                           |
| يۆد           |      | 𐭩  | / j / ، / eː / ، / iː / ، / d̠͡ʒ / |
| كاف           |      | 𐭪  | / k / ، / ɡ /                    |
| لامێذ         |      | 𐭫  | / l / ، / r /                    |
| مێم-قۆف       |      | 𐭬  | / m / ، / q /                    |
| نون           |      | 𐭭  | / n /                            |
| سامێخ         |      | 𐭮  | / s / ، / h /                    |
| پيه           |      | 𐭯  | / p / ، / b / ، / f /            |
| صاذيه         |      | 𐭰  | / t̠͡ʃ / ، / d̠͡ʒ / ، / z /          |
| شين           |      | 𐭱  | / ʃ /                            |
| تاو           |      | 𐭲  | / t / ، / d /                    |

1. ^ أسماء الحروف مبنية على أسمائها في الآرامية الإمبريالية.[1]